# Désert des Neptune chauds

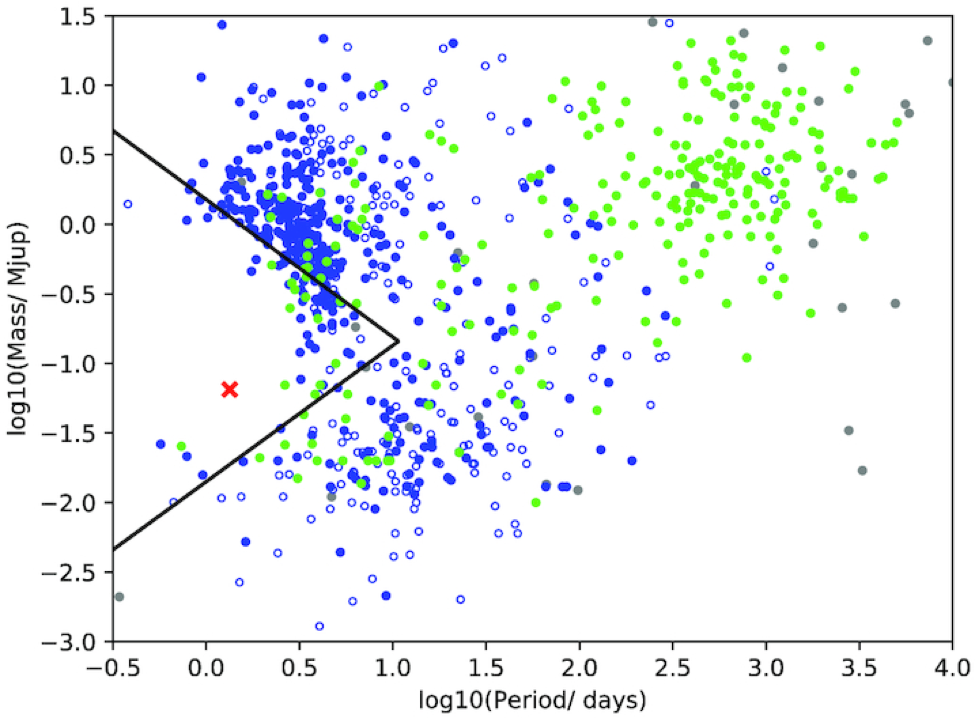
Distribution de la masse planétaire par rapport à leur période orbitale. Les planètes découvertes par la méthode des transits sont en bleu, celles découvertes par la méthode de la vitesse radiale sont en vert. La ligne noire représente le désert des Neptune chauds comme définie par Mazeh et al.

Le désert des Neptune chauds, ou désert d'évaporation, est la région chaude, proche d'une étoile, pauvre en planètes de taille intermédiaire (entre les super-Terres et les géantes du type de Jupiter). Peu de planètes sont connues dans cette région en comparaison des Jupiter chauds et des planètes chaudes plus petites. Deux explications ont été avancées pour expliquer cette rareté :
- soit les planètes de la taille de Neptune auraient, pour une raison qu'il resterait à déterminer, plus de difficultés à migrer près de leur étoile ;
- soit ces objets migreraient bien près de leur étoile, mais verraient ensuite leur atmosphère soufflée par leur étoile, ce qui conduirait à former des mini-Neptune ou des super-Terres.

Le très important échappement d'hydrogène de l'atmosphère du Neptune tiède GJ 3470 b a été détecté en 2018 : environ 10 000 tonnes par seconde, ce qui correspond à la perte de 4 à 35 % de la masse de la planète depuis sa formation il y a environ deux milliards d'années. Comme GJ 3470 b se situe près de la limite des Neptune chauds, cette détection va dans le sens de la deuxième hypothèse ci-dessus. Les planètes de ce type, qui finiraient par perdre complètement leur atmosphère, deviendraient ce qu'on appelle des planètes chthoniennes.